# Pincén
Pincén é uma comuna da província de Córdoba, na Argentina.